# Krokodýl (lokomotiva)

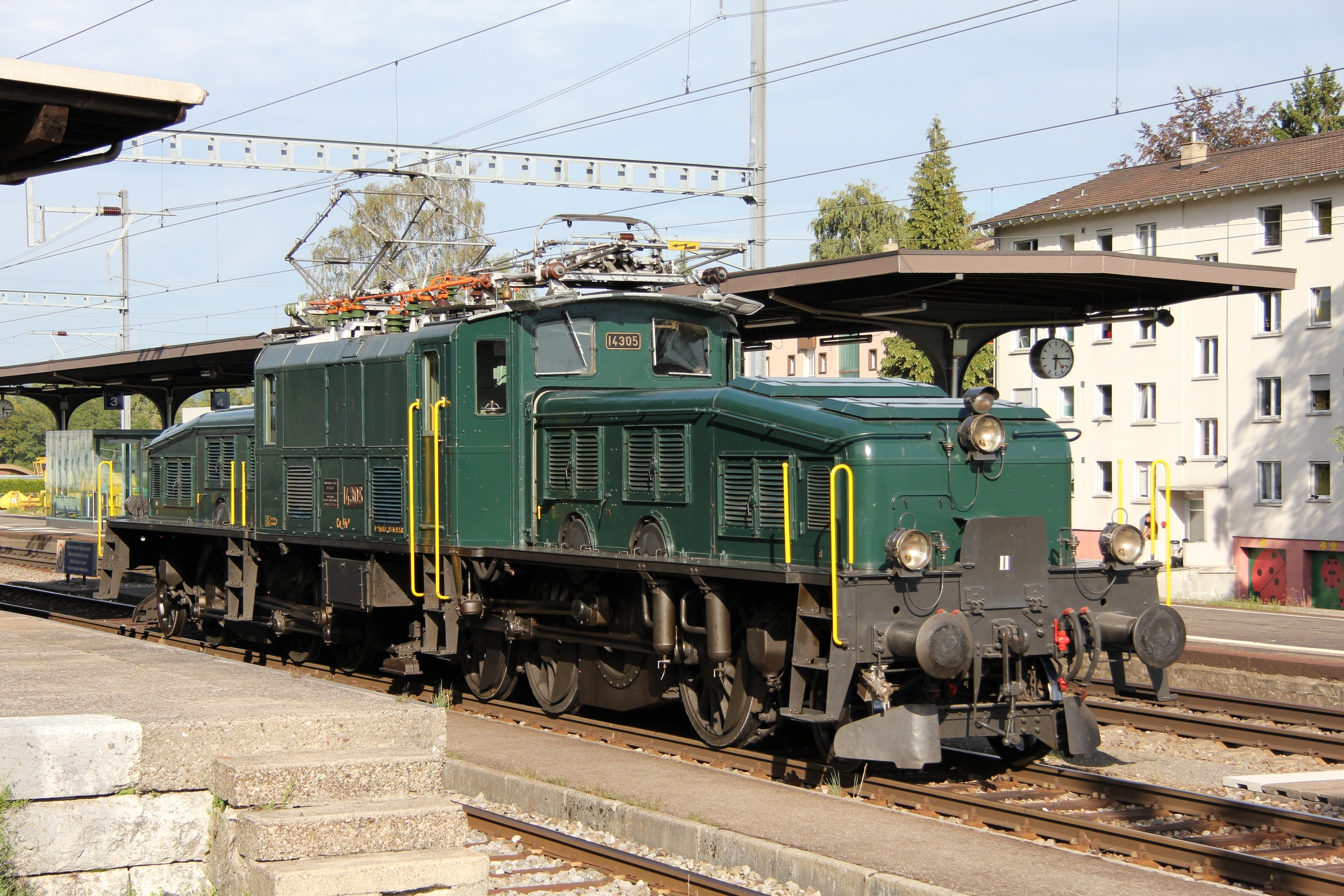
Švýcarský krokodýl 14305 jako památník v Oberbuchsiten

Krokodýl je přezdívka elektrických lokomotiv s charakteristickou siluetou a barvou připomínajícími stejnojmenné zvíře. Původně dostaly tuto přezdívku švýcarské lokomotivy SBB řad Ce 6/8II a Ce 6/8III, později se rozšířila i na jiné řady, zejména rakouské lokomotivy velmi podobné konstrukce řady 1100 a 1100.1, pozdější 1089 a 1189. Úzkorozchodné lokomotivy řady Ge 6/6I dodávané pro Rhétskou dráhu nesou označení rhétský krokodýl. Mají podobnou stavbu, jako předchozí řady, liší se především absencí běžných dvojkolí a vnějším rámem pojezdů. Tři lokomotivy De 6/6 SBB patří také do skupiny krokodýlů. Jejich konstrukce vychází z posunovací lokomotivy Ee 3/3.
Do skupiny krokodýlů patří i stejnosměrné lokomotivy WCG1 dodávané od roku 1928 pro indické železnice. Prvních 10 strojů bylo vyrobeno ve Švýcarsku, stavbu dalších 31 kusů převzala britská firma Vulcan Foundry.

## Charakteristické znaky

### Dělená skříň
Skříň lokomotivy je složená ze tří částí. Vysoká střední část obsahuje především transformátor, volič odboček, pomocné pohony a na střeše sběrače. Na obou čelech střední části je situováno stanoviště strojvedoucího. Na střední část navazují na obou stranách nízké, podlouhlé kapoty, které jsou užší než střední část a jsou součástí podvozků. Pod kapotami jsou uloženy trakční motory a některá další zařízení.

### Pojezd
Pojezd lokomotivy je tvořen dvěma podvozky se zpravidla třemi hnacími nápravami. Podvozky jsou u švýcarských i rakouských normálněrozchodných krokodýlů spojeny a jejich součástí je i běhoun. Přenos podélných sil probíhá mimo skříň lokomotivy. U lokomotivy Ge 6/6 RhB a WCG1 jsou podvozky vzájemně příliš vzdálené, proto jsou podélné síly mezi oběma podvozky přenášeny lokomotivní skříní. Na vnějších čelech jsou rámy podvozků opatřeny tažným a narážecím ústrojím.

### Pohon
Pro lokomotivy krokodýl je vlastní spojnicový pohon. Motory pohánějí jalový hřídel, ze kterého se kroutící moment přenáší spojnicemi na hnací dvojkolí. Spojnicový pohon však způsobuje ve vyšších rychlostech lehké vrcení, což také připomínalo pohyb krokodýla.

### Barva
Krokodýly měly z výroby zelenou nebo hnědou barvu, což ještě podtrhovalo jejich podobnost s těmito plazy.

## Galerie

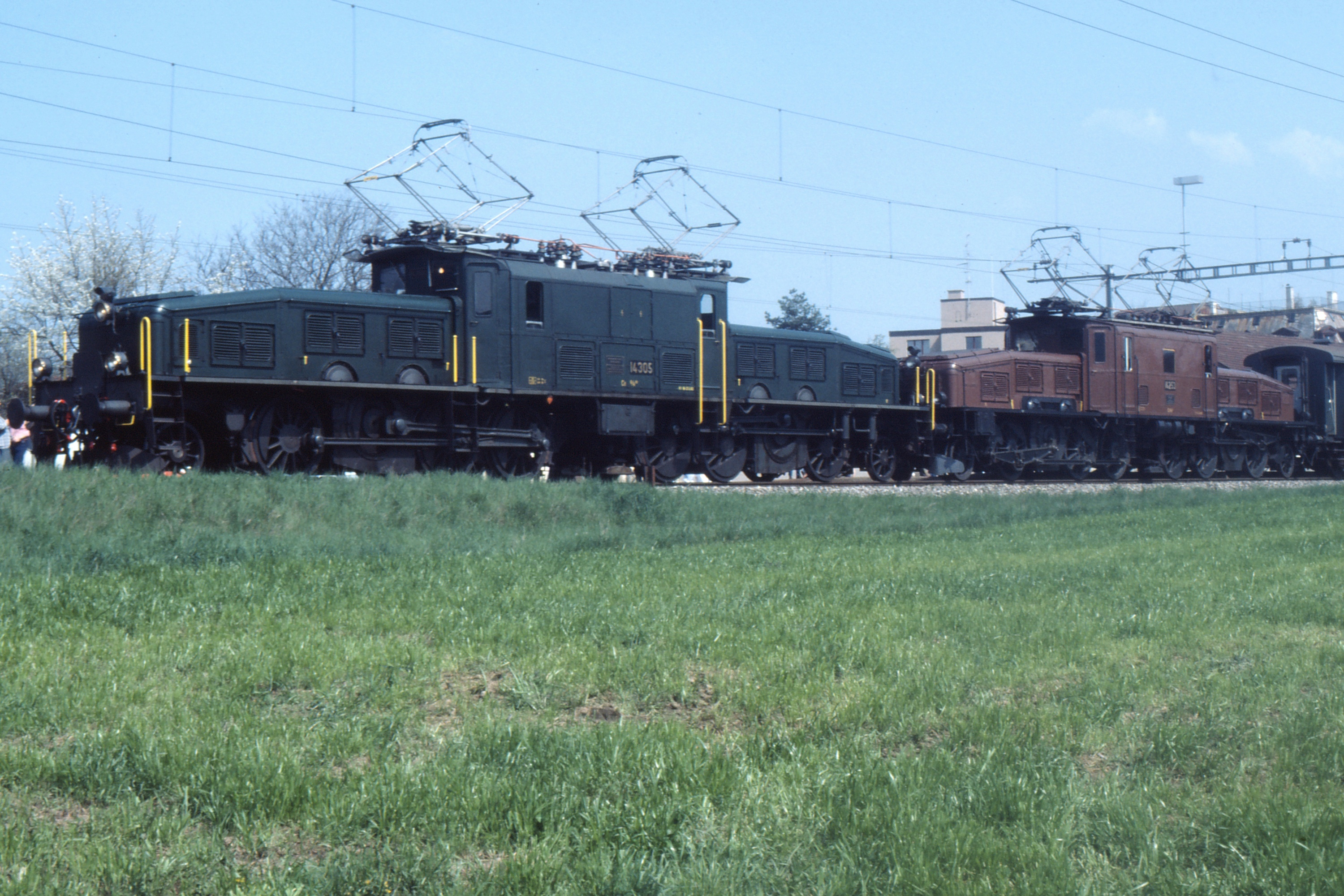
Švýcarské krokodýly - Ce 6/8III(přípřežní) a Ce 6/8II (vlaková)
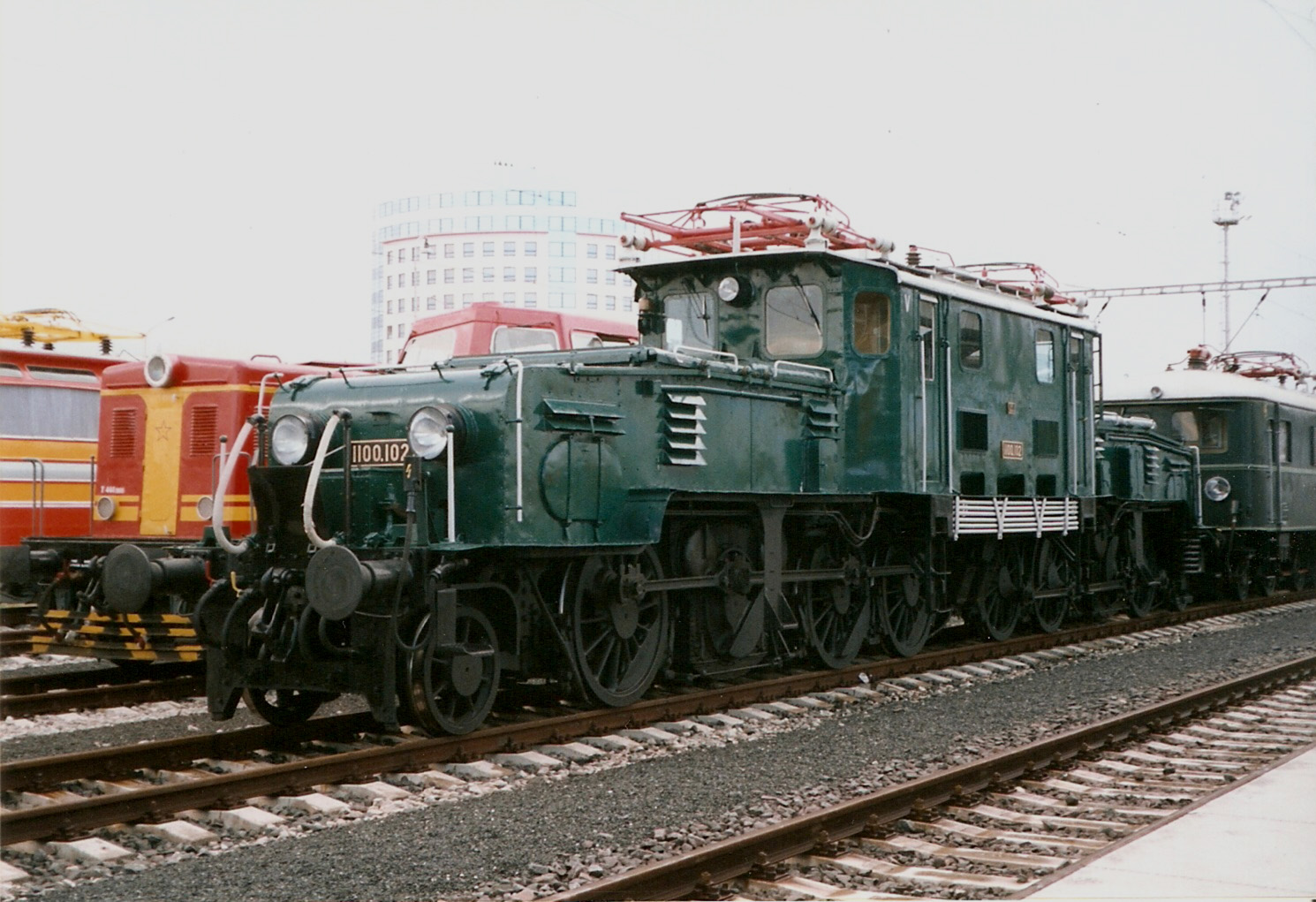
Rakouský krokodýl 1100.102
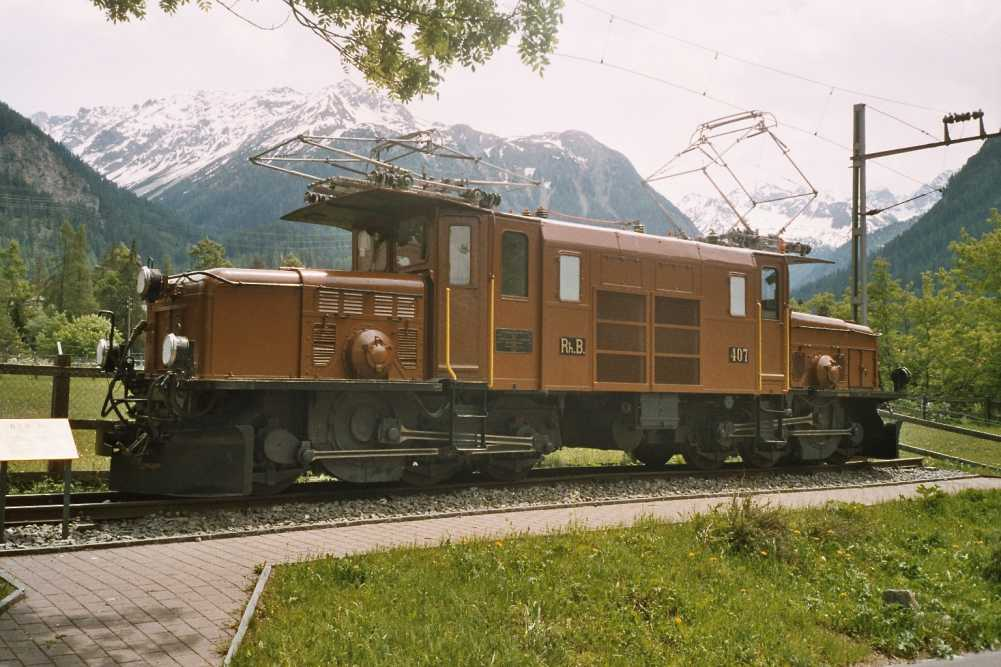
Rhétský krokodýl jako památník v Bergünu
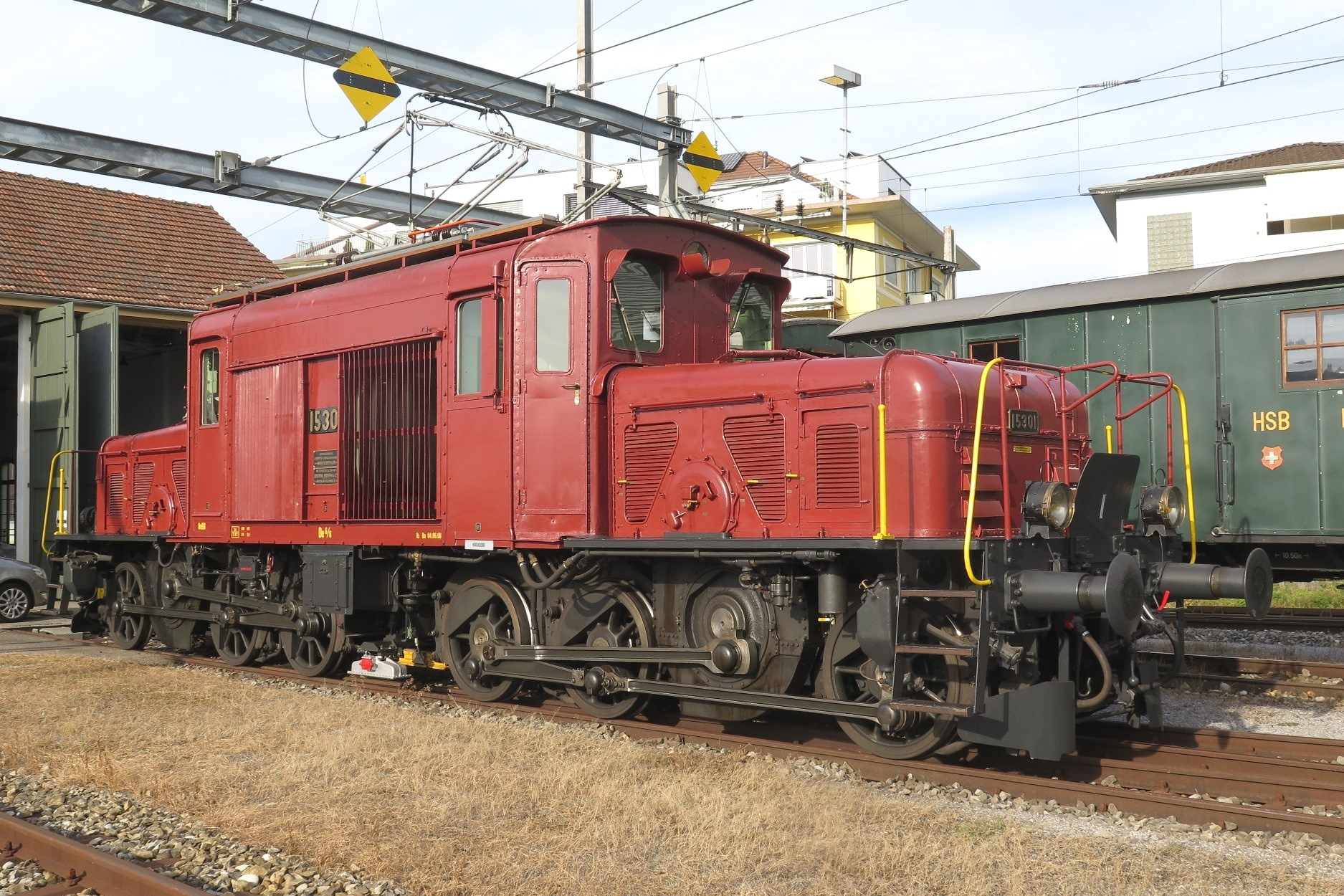
Seetalský krokodýl De 6/6 15301
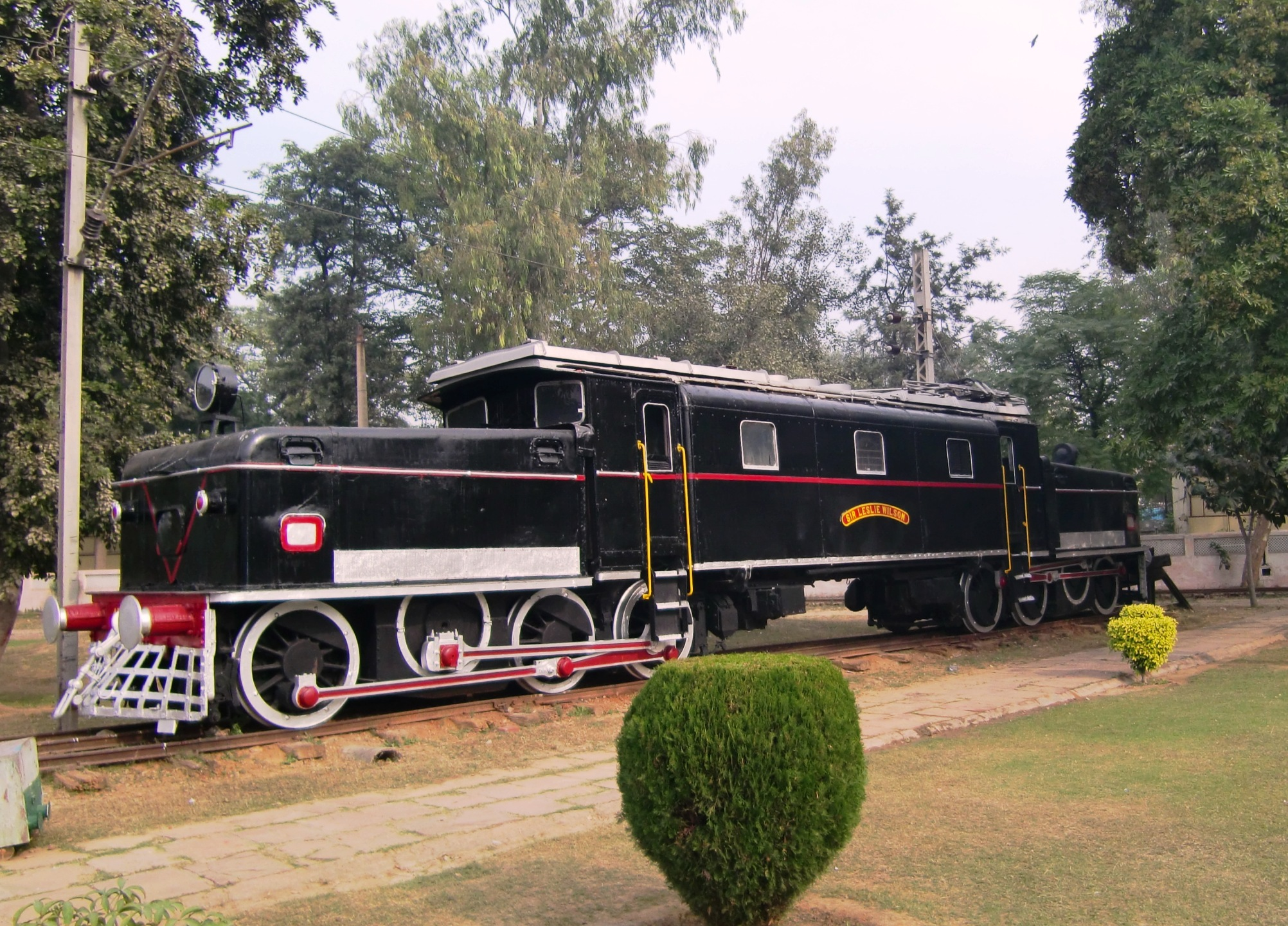
Indický krokodýl WCG1 4502 s přenosem sil shodným s Ce 6/8III SBB

## Další vozidla označovaná přezdívkou krokodýl
Označení krokodýl se postupně vžilo i pro některé odlišné typy lokomotiv. Německé lokomotivy E 93 a E 94 DB (ÖBB řada 1020) jsou někdy nazývané krokodýl, častěji Eisenschwein (železná svině). Od krokodýlů se liší individuálním pohonem dvojkolí.
Lokomotiva HGe 4/4 I VZ je také nazývána krokodýl, ale nemá spojnicový pohon ani dělenou skříň.
V Česku jsou jako krokodýli označovány motorové vozy řad 850 a 851.

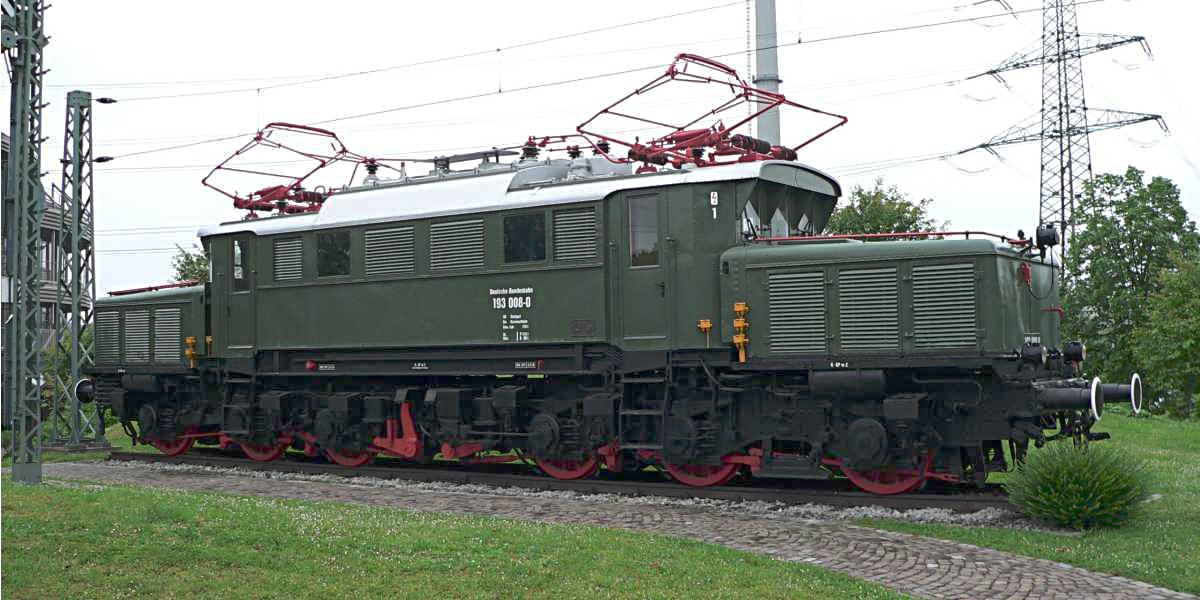
E 93
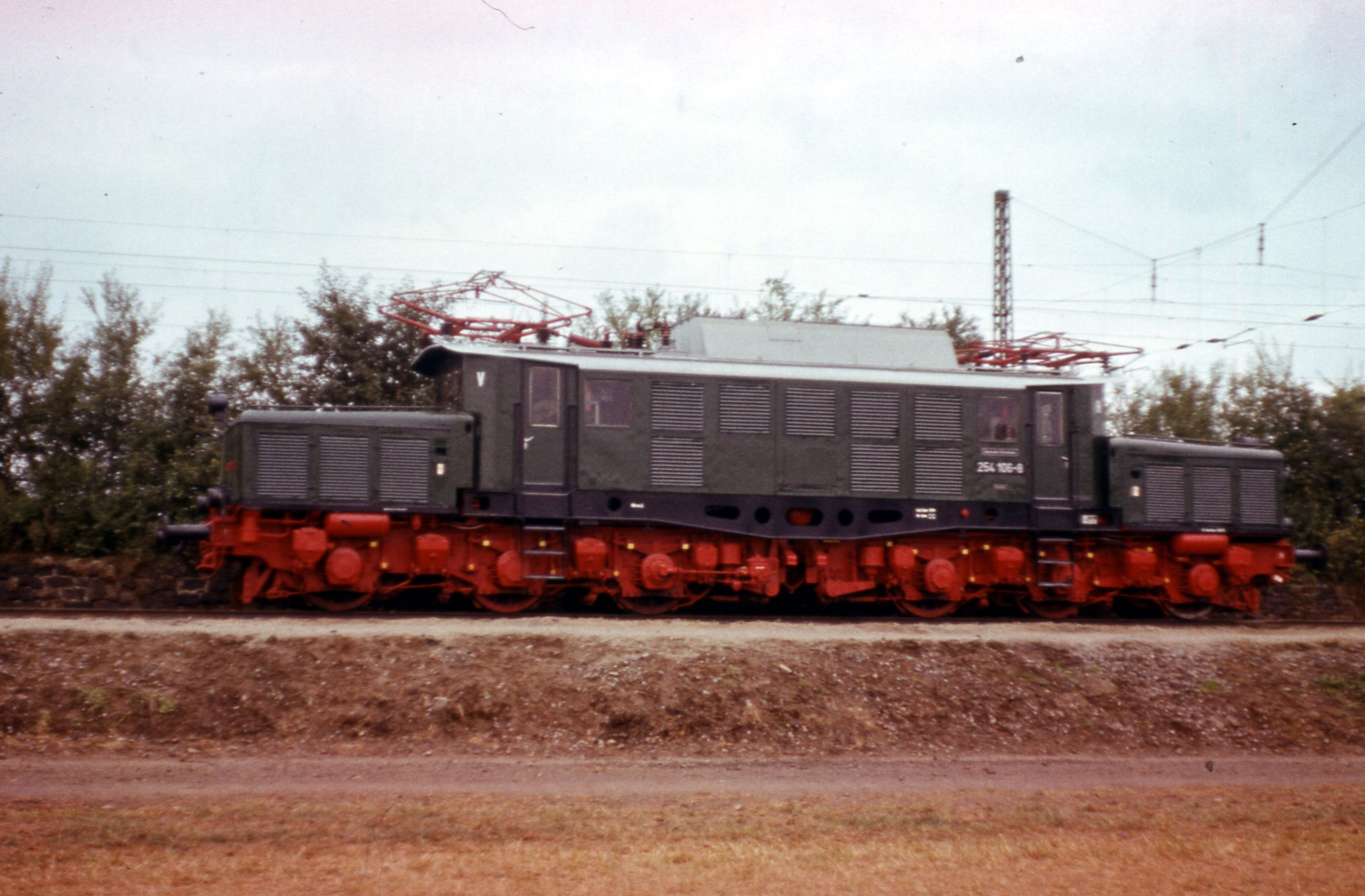
E 94
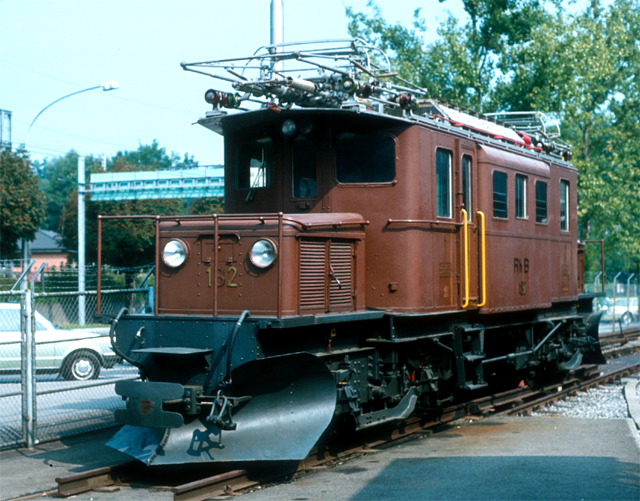
RhB Ge 4/4
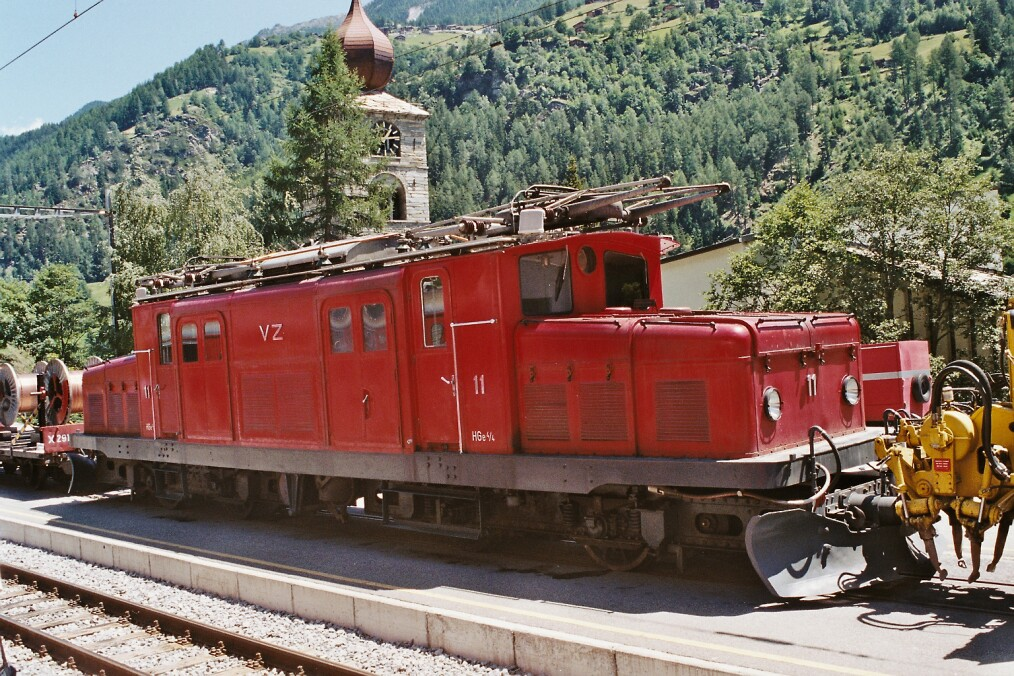
HGe 4/4 BVZ
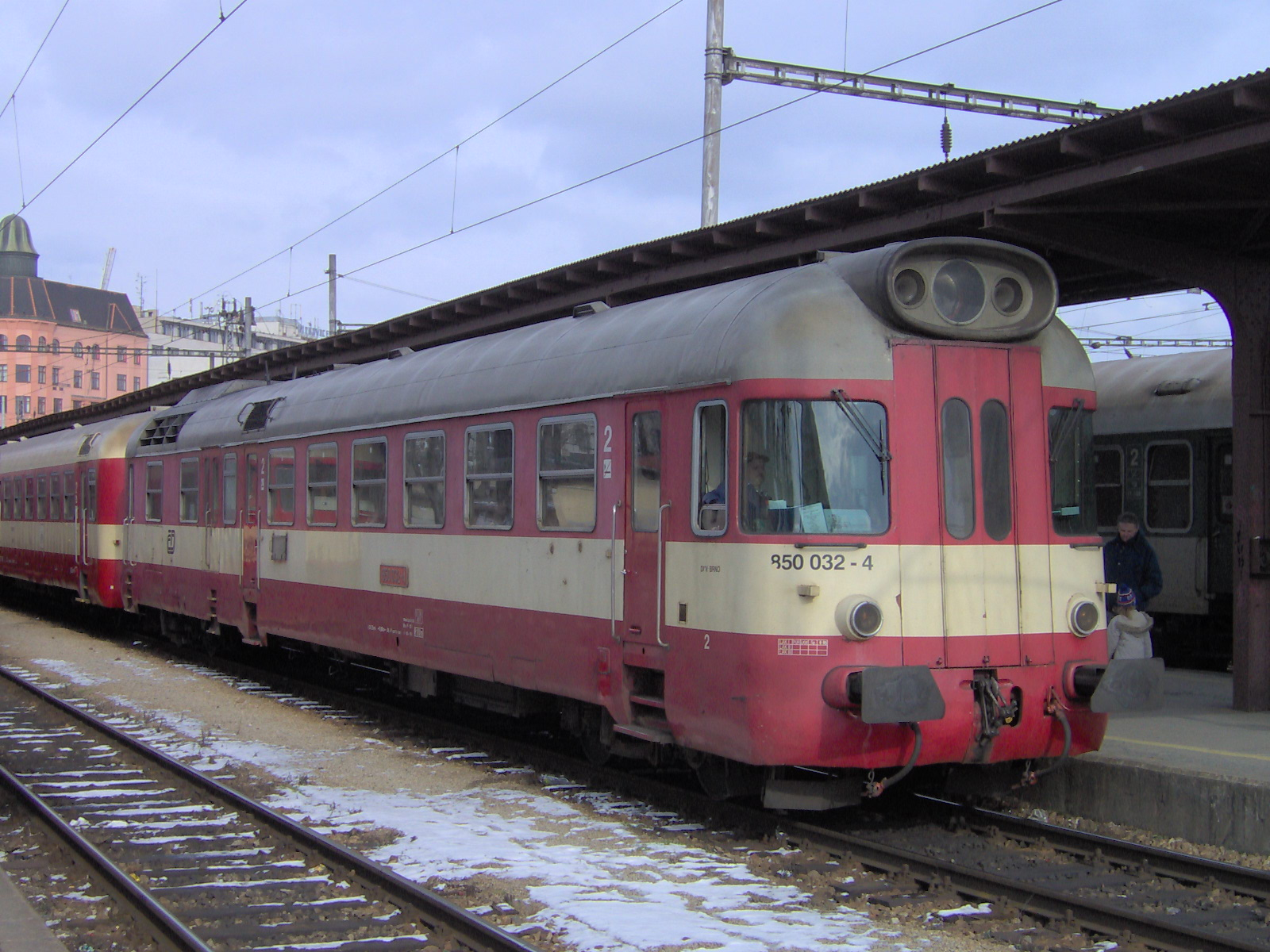
Motorový vůz ř. 850